# 宫里昭也
宮里昭也（1936年9月24日—2017年1月12日），沖縄県大宜味村人，日本企业家、新闻记者。曾任日本琉球新報社会長。

## 生平
毕业于法政大学法学部。1961年，进入琉球新報社，后供职東京支社報道副部長、政経部長、社会部長、編集局次長。1983年（昭和58年），担任集局長。1996年，担任社長。2017年1月12日，因心不全去世，享年80岁。

## 脚注
1. ↑  宮里昭也さん＝８０歳　元琉球新報社社長 （页面存档备份，存于） 毎日新聞 2017年1月13日付